# Sister Sledge

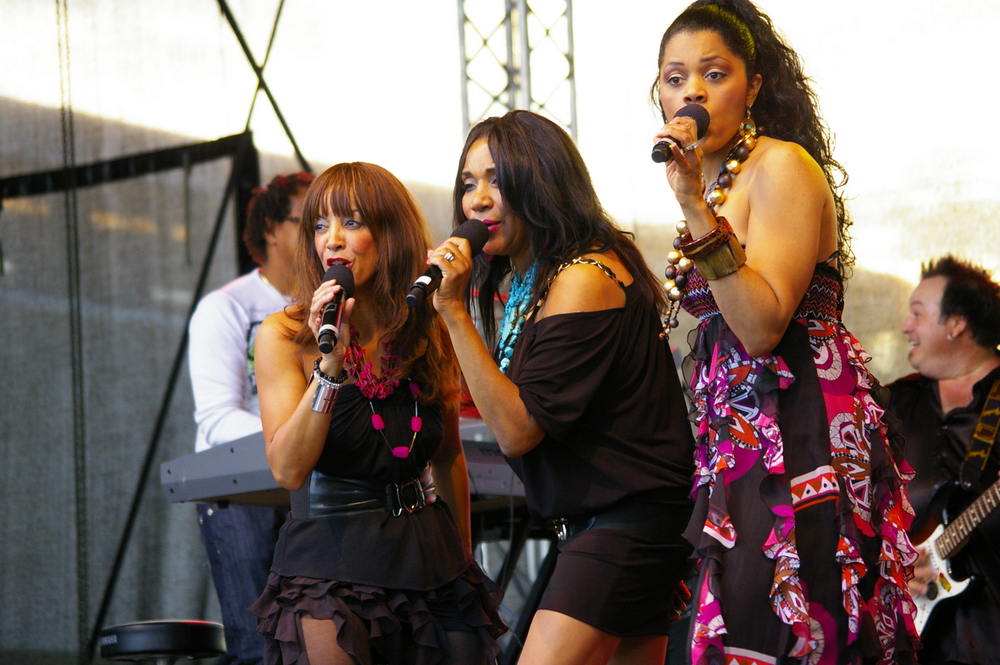
Sister Sledge

Sister Sledge är en discogrupp från Philadelphia i Pennsylvania, bestående av de fyra systrarna Debbie (född 1954), Kim (född 1957), Kathy Sledge (född 1959) och Joni Sledge (1956–2017) bildad år 1971 i North Philadelphia i USA.
De skivdebuterade samma år som bildandet och hade marginell framgång under mitten av 1970-talet. Det var under det sena 1970-talets discoera som gruppen var som populärast. Sister Sledge fick sin största hit år 1979 med "We are Family". Albumet med samma namn innehöll även ytterligare två singelhits, "He's the Greatest Dancer" och "Lost in Music". Det följande albumet Love Somebody Today som släpptes 1980 blev också en framgång med singeln "Got to Love Somebody". Mot mitten av 1980-talet dalade populariteten, men syskonen har ändå fortsatt spela in material in på 1990-talet.